# Pseudoschulthessiella cerciata
Pseudoschulthessiella cerciata är en insektsart som beskrevs av Marius Descamps 1977. Pseudoschulthessiella cerciata ingår i släktet Pseudoschulthessiella och familjen Thericleidae. Inga underarter finns listade i Catalogue of Life.